# Lagaf'
Vincent Lagaf (su nombre real es Vincent Rouil, Mont-Saint-Aignan, 30 de octubre de 1959) es un humorista, presentador de televisión, cantante y actor francés.
Entre 1989 y 1994, sus canciones cómicas tenían gran éxito en Francia. Bo le lavabo  y La Zoubida fueron dos grandes éxitos. La Zoubida inspiró la primera versión del videojuego Titus the fox En el escenario y en televisión, el público apreciaba sus sketches y su primera obra de teatro Le Surbook. Sus primeras apariciones en televisión fueron en programas de FR3 en La Classe en 1987. En 1996, se volvió animador de programas de concursos en TF1: Le Bigdil en 1998 y Le Juste Prix en 2009-2015 (El precio justo en España) son sus dos famosos programas. En 2008, volvió a ser actor en la película Le Baltringue.

## Televisión
- 1996-1997: L'or à l'appel
- 1997-1999: Drôle de jeu
- 1998-2004: Le Bigdil
- 2005-2006: Crésus (El llegado en Argentina)
- 2009-2015: Le Juste Prix
- Desde 2015: Le Bigdil

## Escena
- 1989: Histoire d'en rire
- 1991: Théâtre du Gymnase
- 1994: Lagaf' en chansons
- 1995: Le Surbook
- 2009: Pourquoi moi !?

## Filmografía
- 1994 : Histoire de fou - cortometraje de Eric Cayron
- 2010 : Le Baltringue de Cyril Sebas